# Новый Путь (Воронежская область)
Но́вый Путь — посёлок в Таловском районе Воронежской области России.
Входит в состав Добринского сельского поселения.

## Население
| 2010 |
| ---- |
| 0    |

## Улицы
В посёлке имеется одна улица — Новая.